# 並為替
並為替（なみがわせ）あるいは送金為替（そうきんかわせ）とは、送金による為替決済の方式のことである。取立てでは、為替の動く方向と資金の動く方向が逆になるため、逆為替といわれるが、これに対する言い方。
国内で資金を送金する場合は、並為替が普通の方法であるが、貿易決済においては、前払いまたは後払いになるため、振込みはしたが商品は届かない、商品を出荷したが代金は振り込まれない、などの事態が想定される。そのため、貿易取引における並為替は、取引相手が信用できる場合か、個人輸入のように小額取引の場合に用いられる。他、運賃や保険料等の貿易外取引、出稼ぎ労働者による仕送りなどの移転取引、有価証券の売買などの資本取引の決済手段としても並為替が用いられる。

## 並為替の種類
- 普通送金 - 銀行振込であって、銀行間の連絡が郵便で行われるもの。
- 電信送金 (Telegraphic transfer; T/T) - 銀行振込であって、銀行間の連絡が電信で行われるもの。
- マネーオーダー - 送金小切手。銀行または郵便局に送金小切手を作らせ、それを受取人に送付することにより、送金するもの。